# María Hernández-Sampelayo
María Hernández-Sampelayo Matos (Madrid) es una profesora universitaria española

## Vida
María Hernández-Sampelayo Matos estudió Geografía e Historia en la Universidad Autónoma de Madrid, licenciándose en 1978. Es Doctora en Filosofía y Letras, especialidad de Historia Moderna y Contemporánea, por la Universidad de Navarra en 1989. 
Desde 1997 ha estado dedicada a tareas docentes en diversos centros universitarios de la Comunidad de Madrid, concretamente en las Universidades: Complutense de Madrid (Escuela de Magisterio y Facultad de Educación, dando clases de Psicopedagogía), Camilo José Cela, San Pablo CEU y Rey Juan Carlos.
Ha participado en diversos proyectos de investigación, organizados por diversas instituciones: talleres de formación para el profesorado guatemalteco, auspiciado por el Ministerio de Educación y Cultura español; el Instituto de la Mujer; el Gobierno de Navarra, y el Instituto Franklin, entre otras.
Sus principales líneas de investigación se dividen en los siguientes campos: Familia, fundamentalmente temas relacionados con la mujer -conciliación y liderazgo así como formación de padres-; Educación: formación del profesorado, educación para la diversidad e interculturalidad, educación religiosa; Historia: Didáctica de las Ciencias Sociales, Historia universal contemporánea y reciente de España; y finalmente, Sociología de la Educación: inmigración y ocio juvenil.
Ha sido profesora visitante en diversas universidades internacionales: Universidad de Maribor (Eslovenia), Universidad de Salerno (Italia), Universidad Ecológica de Bucarest (Rumania), St. Francis University en Jolliet, Missouri, y St. John´s University en Nueva York (Estados Unidos); Universidad del Istmo en Guatemala; Universidades Panamericana y de Guadalajara, en México

## Cargos que ha ocupado
- Subdirectora del Centro Cultural Ibercaja en Guadalajara (1987 - 1997)
- Directora del área de educación del centro universitario Villanueva, adscrito a la universidad Complutense de Madrid y directora de extensión universitaria de la misma institución educativa (1997 - 2002)[3]
- Directora del Colegio Mayor Miguel Antonio Caro de la UCM (1998).
- Responsable de Proyectos de la Fundación Félix Granda (2002-2004).
- Responsable de relaciones internacionales de la facultad de Educación de la Universidad Camilo José Cela (2002)

## Grupos de investigación
Forma parte de los siguientes Grupos de investigación:
- Grupo de Investigación de la Universidad de Alcalá para el estudio de temas relacionados con la Familia.
- Grupo de Investigación de la Universidad de Navarra GIHRE sobre Historia Reciente de España.[4]
- Grupo de Investigación de la Universidad Camilo José Cela sobre Sociedad, Cultura y Educación.[5]

## Publicaciones
- "La educación del carácter", Madrid, Ediciones Internacionales Universitarias, 2006, 1ª, 160 pp., ISBN 9788484692188. Google Scholar
- "¿Familia o familias?, estructura familiar de la sociedad actual", Sekotia, 2005. Google Scholar
- "¿Por qué tus hijos se divierten así?, El ocio de los jóvenes", Sekotia, 2006.
- "¿Cómo educar personas equilibradas en un mundo violento?, estrategias para una educación para la paz", Editorial on line Bubok, 2009.
- "XXI, siglo de Oro de las mujeres", Universitas, 2010
- "Teoría de los sistemas educativos mundiales. Autores y países más significativos". Bubok, 2012.
- "Tu second life. El ocio de los jóvenes", Bubok, 2012.
- "¿Queremos aulas dinámicas que ayuden a pensar?. Herramientas útiles e innovadoras para los profesores en 2014", Bubok, 2014
- "Europa de los valores: identidad cultural y Educación", Editorial Bubok, 2015.